# Bjarne Thysell
Bjarne Thysell, född 14 juli 1964, är en svensk före detta friidrottare (långdistanslöpare) som tävlade för Ärla IF.

## Personliga rekord
| Utomhus - 3 000 meter – 7:57,62 (Eskilstuna 12 juni 1990) - 3 000 meter – 8:02,43 (Malmö 29 juni 1995) - 5 000 meter – 13:45,76 (Oslo, Norge 9 juni 1992) - 10 000 meter – 28:56,68 (Södertälje 5 juni 1991) - 10 000 meter – 28:56,68 (Södertälje 6 juni 1991) - 10 km landsväg – 28:57 (Stockholm augusti 1994) - 25 km landsväg – 1:18:28 (Berlin, Tyskland 3 maj 1998) - Halvmaraton – 1:04:31 (Göteborg 13 maj 1995) - Halvmaraton – 1:06:10 (Göteborg 8 maj 1999) - Maraton – 2:14:42 (Sevilla, Spanien 22 februari 1998) | Inomhus - 3 000 meter – 8:09,40 (Eskilstuna 14 januari 1996) - 3 000 meter – 8:14,51 (Sätra 13 januari 1999) |